# Erodium primulaceum
Erodium primulaceum — вид рослин родини геранієві (Geraniaceae). Синонім: Erodium cicutarium var. primulaceum Lange.

## Опис
Однорічник. Стебла до 50 см, прямовисні, часто з відтінком фіолетового у вузлах і прилистках, зазвичай з волосками. Листки 10–200 × 8–40 мм, перисті. Зонтики з 1–7 квітів. Пелюстки 8–16 мм, обернено-яйцюваті, нерівні, рожево-білуваті. Квітне з грудня по червень.

## Поширення
Країни проживання: поширений на всій території Піренейського півострова, зростає в пн.-зх. Африці (Марокко). Населяє необроблювані поля, поля, пустирі. Пов'язаний з вапняковими і глинистими ґрунтами. Висота проживання: від 20 до 1400 метрів.

## Галерея

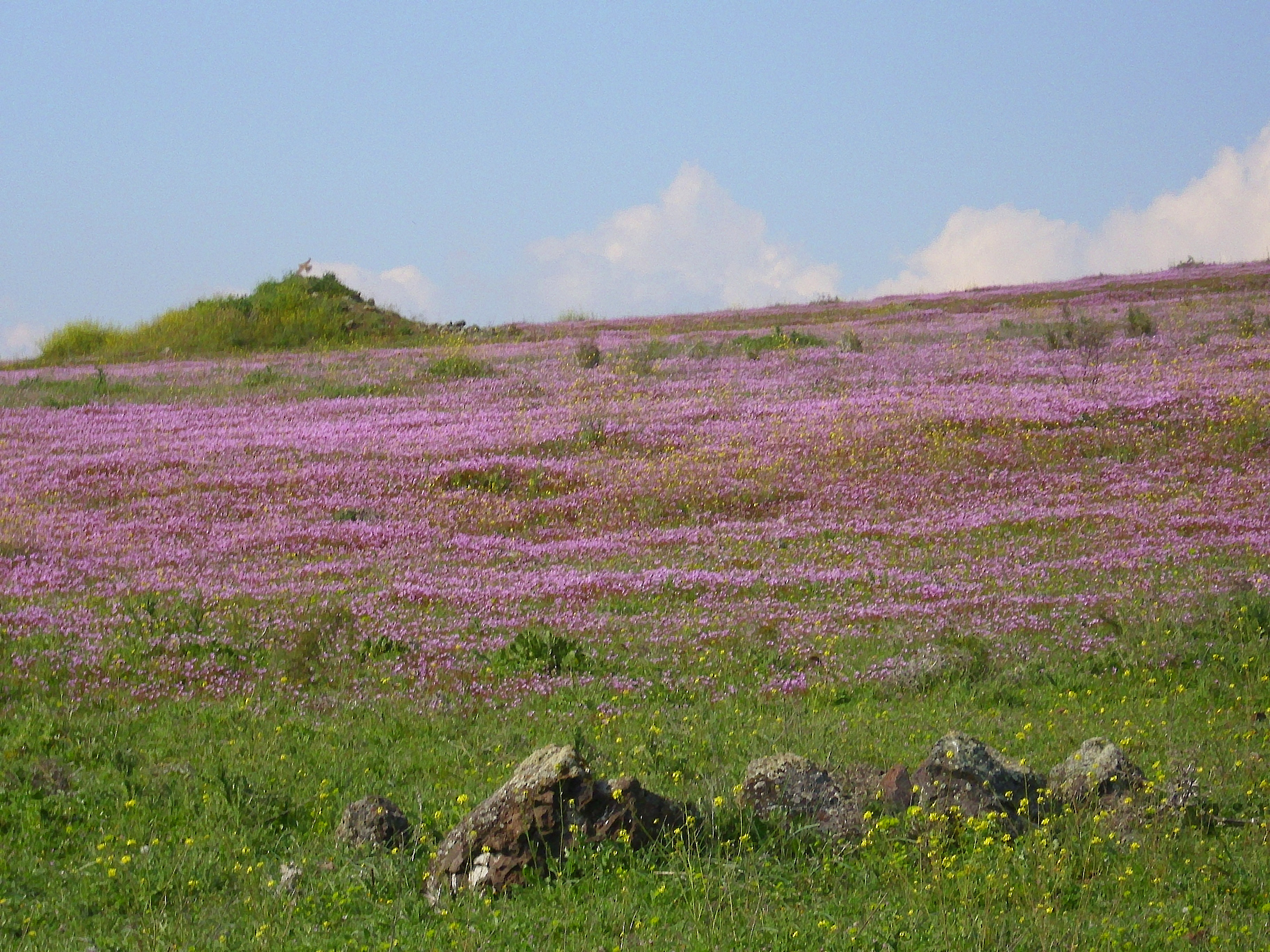
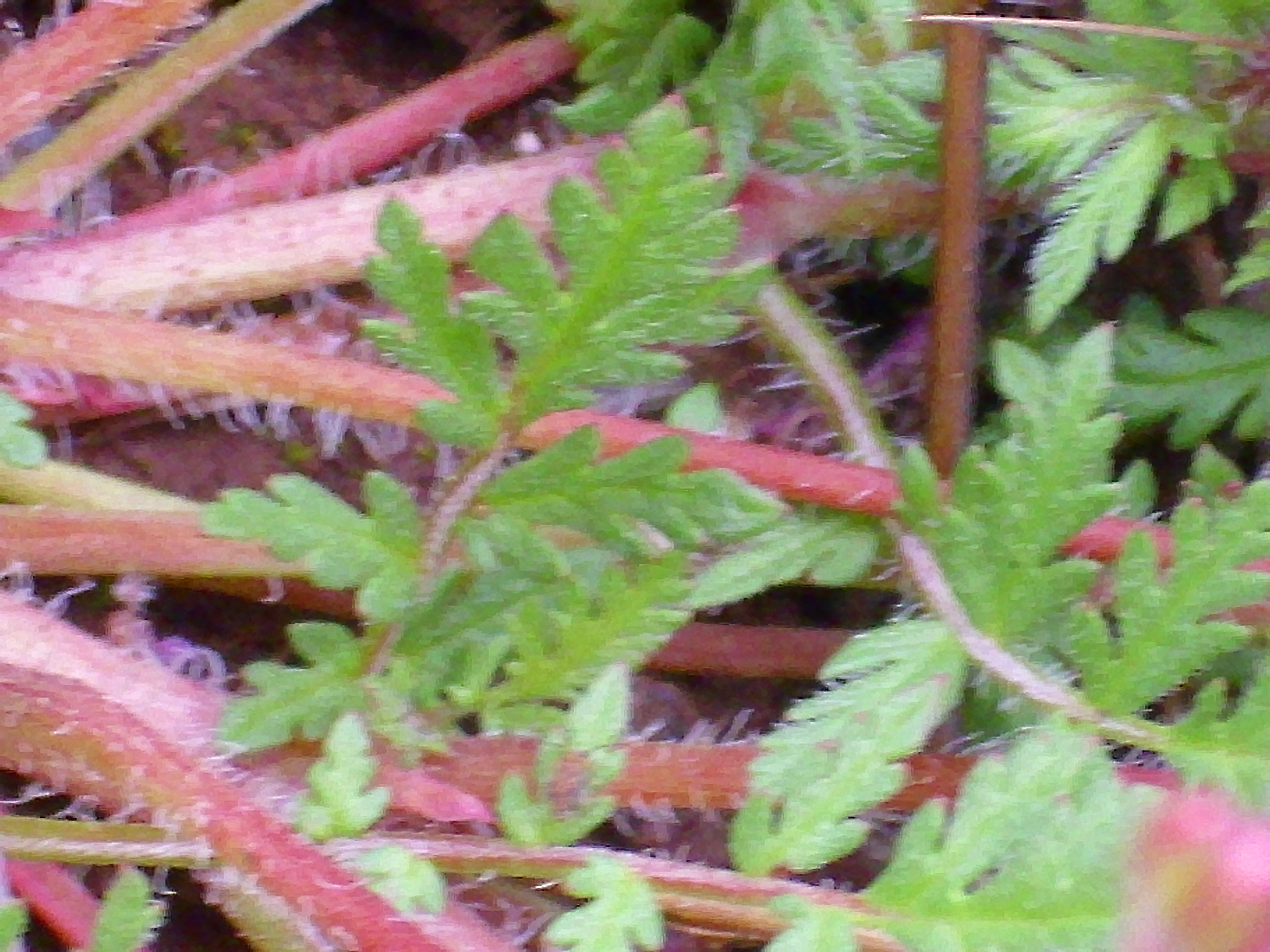
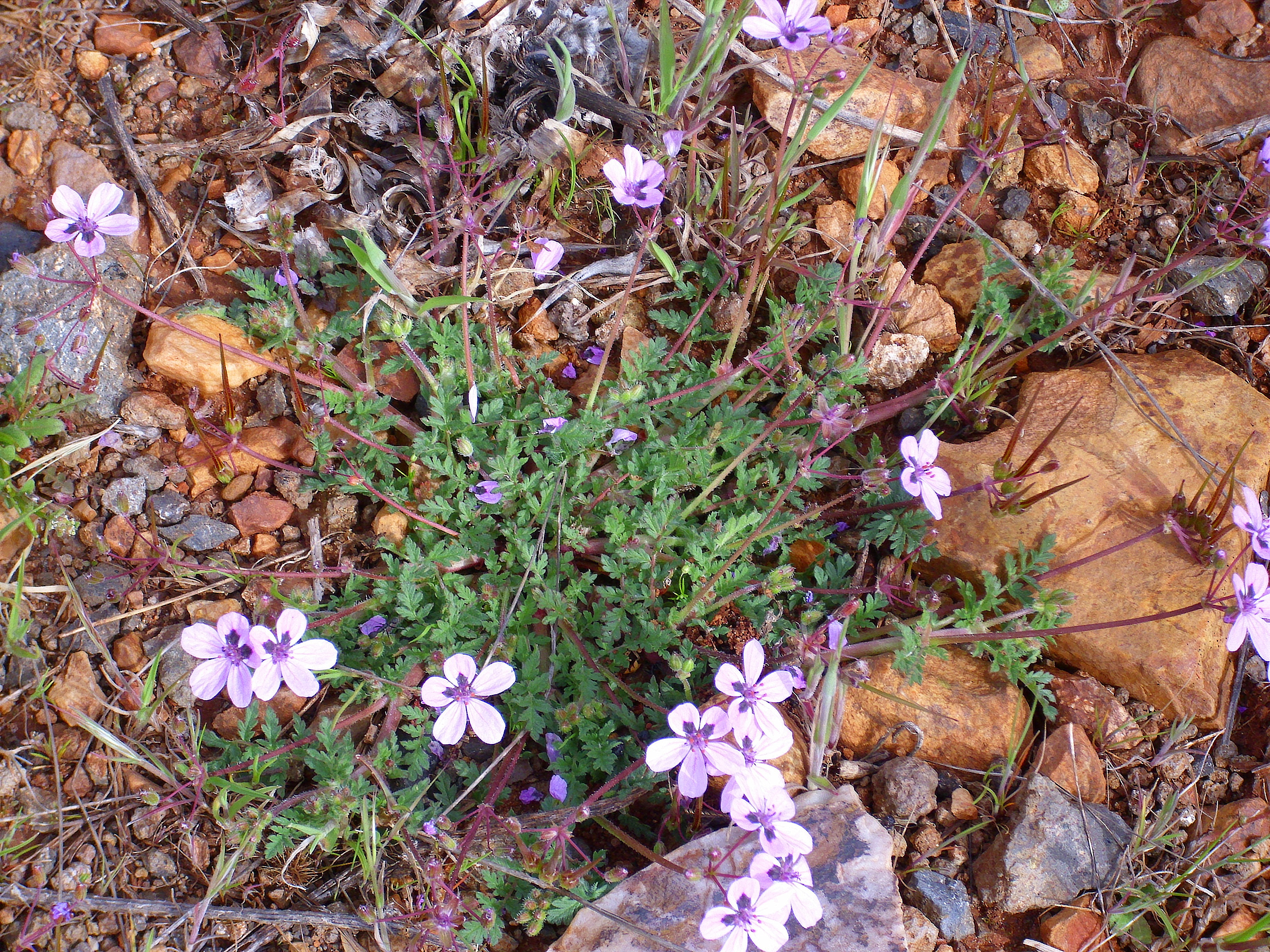